# ДНК полимераза
ДНК полимераза је ензим који асистира при ДНК репликацији. Ензим катализује полимеризациону реакцију деоксирибонуклеотида на ланцима ДНК молекула, које ензими читају и користе као калуп. Новонастали полимеризовани молекул је комплементаран ланцу који је коришћен као калуп.
Сви ензими ДНК полимеразе синтетишу ДНК молекул у правцу 5' → 3'. До сада није нађен ни један ензим ДНК полимеразе који може да започне нови ланац у супротном правцу. Ензим помаже при додавању нових нуклеотида на већ постојећу 3-ОН групу. Због овога ензиму је потребан прајмер, на који може да надовеже први нуклеотид. Прајмери су састављени од ДНК и РНК база, и ситетисани су од стране ензима примаза. Ензим који се зове хеликаза има улогу да расплете молекул ДНК при чему долази до раскидања водоничних веза међу базама у нуклетидима, и претвори га од спирално увијених ланаца у линеарни молекул. При томе улогу играју и тзв. SSB (енгл. single strand binding) протеини који се везују са расплетени ланац и спречавају поновно заузимање спиралне конформације пре завршетка репликације.
ДНК полимераза је холоензим, јер је присуство јона магнезијума неопходно као кофактор, како би ензим постао активан. Без јона магнезијума, ензим се назива апоензим.
Поправљање грешака при препликацији ДНК молекула је један од улога неких ДНК полимераза (за које се каже да врше едиторску функцију), али не свих. 
Неки вируси такође кодирају за специјалне ДНК Полимеразе који могу селективно да репликују вирални ДНК. Ретровируси имају гене који кодирају за необични ензим ДНК Полимеразе који се зове обрнута транскриптаза (енглески Reverse Transcriptase и обично се обележава скраћеницом RT), и тај ензим зависи од РНК, али је ипак ДНК Полимераза, што значи да полимеризује ДНК молекул, а притом користи РНК као калуп. 

## Бактерије
Бактерије поседују четири нама познатих ДНК Полимераза:
- Pol I: има улогу у поправљању грешака ДНК молекула и има могућност да сече у правцу 5'→ 3' и 3'→ 5'. Веома је важна за уклањање РНК почетница, мада ово може да изврши и специфичан ензим -
- Pol II: има улогу у репликацији оштећеног ДНК моелкула и чита у правцу 5'→ 3'
- Pol III: је главни ензим за репликацију ДНК молекула
- Pol IV: поправљају погрешно постављане нуклеотиде, али им је стопа ефикасности ниска

## Еукариоте
Код еукариота је до сада познато пет ДНК Полимераза:
- Pol α: има улогу ензима примазе, тј. синтетише РНК прајмер. Након елонгације и неколико стотина нуклеотида, ДНК Полимеразе δ и ε се активирају инаставе елонгацију молекула.
- Pol β: има улогу у коректовању погрешно надовезаних нуклеотида.
- Pol γ: репликује митохондријски ДНК.
- Pol δ: има примарну улогу у ДНК репликацији, и чита у правцу 5'→ 3'
- Pol ε: видети ДНК Полимеразу δ

Интересантно је да ниједна од до сада откривених ДНК полимераза нема 3'→ 5' егзонуклеазну активност што упућује на закључак да су прокариоти развили за сада неразјашњење механизме уклањања РНК почетница.